# Izabela Habsburżanka
Izabela Habsburżanka zw. również Elżbietą Austriaczką lub kastylijską, czy też burgundzką (duń. Elisabeth/Isabella af Habsburg) (ur. 18 lipca 1501 w Brukseli, zm. 19 stycznia 1526 na zamku Zwijnaarde k. Gandawy) – królowa Danii, Norwegii i Szwecji.

## Małżeństwo
Izabela była córką króla Kastylii i arcyksięcia austriackiego Filipa Pięknego (1478–1506) i jego żony, królowej Kastylii Joanny Szalonej (1479–1555). Była również siostrą cesarza Karola V. 11 czerwca 1514 w Brukseli została poślubiona per procura przez króla Danii Chrystiana II. Osobę króla podczas ceremonii reprezentował jego poseł Mogens Gøye. Właściwy ślub miał miejsce 12 sierpnia 1515 w Kopenhadze.

## Życiorys
Izabela wychowała się na dworze swojej ciotki Małgorzaty w Mechelen w Niderlandach, gdzie otrzymała wszechstronne wykształcenie humanistyczne. Do grona jej nauczycieli należał m.in. późniejszy papież Hadrian VI. Mimo olbrzymiej fortuny jaką dysponowała jej rodzina, ówcześnie należąca do najpotężniejszych dynastii Europy, Izabela nigdy nie zaznała szczęścia. Została rozdzielona z matką, cierpiąca na chorobę psychiczną, w wieku pięciu lat i nigdy jej już nie zobaczyła. Jako 14-latka została ze względów polityczno-dynastycznych wydana za mąż za króla Danii, który liczył na wysoki posag panny młodej. Jej damy dworu zostały odesłane do Niderlandów, a młoda królowa nie znając jeszcze duńskiego czuła się wyobcowana w nowym środowisku. Ponadto musiała pogodzić się z faktem posiadania przez męża kochanki Dyveke, której król nie odstępował do jej śmierci w 1517, pomimo nacisków ze strony potężnych Habsburgów. Mimo tego Izabela była lojalną żoną i królową wspierającą swego męża do samego końca. Jako motto swego życia wybrała: Ubi rex meus, ibi regna mea (Gdzie mój król tam i moje królestwo).
Królowa towarzyszyła mężowi w licznych podróżach, a po jego detronizacji w 1523 udała się z nim na wygnanie, początkowo do Brandenburgii, później do Niderlandów, gdzie zmarła w wieku 25 lat. Do śmierci próbowała zdobyć poparcie zagranicy dla sprawy odzyskania tronu duńskiego przez swojego męża, m.in. na sejmie Rzeszy w Norymberdze w 1524 r., ale bez skutku. Istnieje przypuszczenie, że królowa przeszła na Luteranizm, ponieważ w poufnym liście jej męża do Marcina Lutra, król zwierzał się, że królowa na łożu śmierci przyjęła Komunię pod obiema postaciami. Również przed śmiercią królowa podyktowała list, w którym prosiła swoją ciotkę Małgorzatę o zaprzestanie prześladowania luteran w Niderlandach. Z powodów politycznych król zadbał jednak o pogrzeb katolicki. Została pochowana w kościele opactwa św. Piotra w Gandawie, a w 1883 jej prochy zostały przeniesione do Danii i złożone u boku męża w katedrze św. Kanuta w Odense.

## Dzieci
- Jan (1518–1532)
- Maksymilian i Filip (bliźnięta zmarłe wkrótce po narodzinach w 1519)
- Dorota (1520–1580), żona Fryderyka II, elektora Palatynatu Reńskiego
- Krystyna (1521–1590), poślubiła ks. Mediolanu Franciszka II Sforzę, a po jego śmierci ks. Lotaryngii Franciszka I
- syn zmarły po narodzeniu w 1523.